# Ñuble Región
Ñuble Región, inicialmente conocido como Comité Pro Región de Ñuble, fue una organización social de la antigua provincia de Ñuble, que buscaba la creación de una nueva región a partir del territorio provincial. En 2018, entró en vigencia la nueva región de Ñuble.

## Historia
El 18 de mayo de 1997, un grupo de representantes de organizaciones gremiales, sociales y empresariales conformaron en el edificio de la gobernación provincial, en la ciudad de Chillán, el Comité Pro Región de Ñuble, con el objetivo de "representar un histórico anhelo de los ñublensinos", que era la separación de la provincia de Ñuble de la región del Biobío para conformar, por sí sola, una nueva región. Su nombre oficial fue Comité Pro Región Ñuble. La creación del comité fue incentivada por la publicación, dos años antes, de un documento titulado "Ñuble como región y la estrategia de desarrollo para implementarla", inserta en el diario La Discusión.
Su primera directiva estuvo conformada, entre otros, por el presidente Reinaldo Espinoza; Gabriel Weitzel, Jorge Bocaz y Aquiles Blu, respectivamente, como primer, segundo y tercer vicepresidente.
Aunque habían comprometido el apoyo del gobierno del presidente Ricardo Lagos para crear la región de Ñuble, este se inclinó por impulsar las de Arica y Parinacota y Los Ríos. Tras ello, el comité entró en un período de "somnolencia", pero se reactivó durante el primer gobierno de Sebastián Piñera y el segundo mandato de Michelle Bachelet, logrando la realización de un estudio para "analizar la pertinencia de crear la nueva región".
Como el resultado fue favorable, el gobierno de Bachelet envió un proyecto de ley al Congreso para hacer una realidad el nacimiento de la región de Ñuble. El 20 de agosto de 2016, el comité entregó a la mandataria más de 86 mil firmas en apoyo a la causa de Ñuble.
El Comité destacaba diez puntos como motivos para que Ñuble se convirtiera en región:

Por justicia... Ñuble debe ser región pronto, ahora ya...

MOTIVOS PARA SER REGIÓN:
1. Somos la provincia con mayor comunas, 21
2. Somos el 35% de la población regional actual
3. Somos una provincia de cordillera y mar...
4. Somos una provincia minera, agrícola, forestal, pesquera, turística, de 441.604 habitantes.
5. La historia de Chile tiene sus raíces en Ñuble
6. La actual geografía impide la cercanía de los campesinos a los grandes centros urbanos
7. La octava región es la más populosa de Chile, fuera de R.M. con 1.982.649 hts., 37.068,7 km², 53 comunas y las comunas de Ñuble son un 40%.
8. Ñuble pertenece a la cuenca del Itata y no de la del Biobío, con una superficie de 13.178,5 km²
9. Ñuble posee recursos naturales, agua y tierra, suficiente para autoabastecerse.
10. Ñuble sigue dándole a Chile hombres y mujeres de gran connotación en lo cultural, lo artístico, lo científico, lo humano...

El consejo general del comité fue conformado por los veintiún alcaldes de la provincia. Este comité estuvo liderado por cinco directorios entre 1997 y 2018, con doce filiales comunales. Además, estaba compuesto por siete comisiones de trabajo (Educación, Política, RR.PP. Jurídica, Social, Ecología, Económica).
Al concretarse la creación de la región de Ñuble, en septiembre de 2018, la gobernación de Ñuble entregó al comité la Medalla Intendente Vicente Méndez Urrejola, reconociendo "la trayectoria como la contribución social" del grupo.
Al 12 de octubre de 2023, la organización se encuentra disuelta.

## Directiva
Uno de los últimos directorios de la organización estuvo compuesto por:
- Presidente: Hérex Edgardo Fuentes Mardones
- Secretario: Juan López Navarrete
- Tesorero: José Nelson Aedo Figueroa
- Directora: Lucy Castillo Gajardo
- Director: Eduardo Iribarra Irrebarren

La última directiva del Comité Pro Región Ñuble, elegida el 10 de junio de 2017, estuvo conformada por:
- Presidente: Hérex Edgardo Fuentes Mardones
- Secretario: Juan Esteban López Navarrete
- Tesorero: Margarita Lucía Castillo Gajardo
- 1.° director: Eduardo del Carmen Irribarra Irribarren
- 2.° director: José Nelson Aedo Fiegueroa
- Suplente: Miguel Ángel Godoy Bravo
- Suplente: Daniel Alejandro Escalona Escalona
- Suplente: Víctor Orlando Muñoz Salinas